# النموذج التركيبي التجاري
النموذج التركيبي التجاري هي طريقة لتشكيل وتحليل المشاريع وتقوم بعرضها بشكل معقول، أو يمكن القول أنها خريطة لعناصر العمل التجاري أو تعد العنصر الأساسي لتأسيس أي عمل تجاري.

## نبذة
يمكن شرحها في صفحة واحدة كالتالي:
تستخدم في إيجاد خطة إستراتيجية لمشروع ما بحيث تتوافق مع قدرات المؤسسة المنفذة واستثماراتها، أو في تحديد قدرات العمل المتداخلة أو الزائدة عن الحاجة وفي تحديد واختيار المصادر لشراء أو بناء العناصر المختلفة،
إعطاء الأولوية لخيار التغيير ويمكن استخدامها لإنشاء خطة موحدة بعد عمليات الاندماج أو الاستحواذ.
يتم تنظيم النموذج بحيث تكون عناصر العمل التجاري في الأعمدة ووخطوات التشغيل في الصفوف، يمكن تصنيف عناصر العمل التجاري بشكل جزئي على أنها مناطق واسعة تحتوي على المهارات الشخصية وقدرات تكنولوجيا المعلومات المتاحة، وخطوات التشغيل الثلاثة هي «التوجيه» و«السيطرة» و «التنفيذ»، حيث يتم تقسيم القرارات الاستراتيجية«التوجيه» والمراجعات الإدارية «السيطرة» وإجراءات العمل«التنفيذ» في صورة كفاءات عملية.

## النقد
وبالرغم من أن النموذج التركيبي التجاري هو نموذج جيد لتخطيط وتأسيس عناصر المشروع التجاري أو الإنتاج، فإن له بعض الانتقادات كما سنذكرها كالتالي:
- من المفترض أنه مبني على عناصر معينة تتمثل في البشر وبعض العمليات ووسائل التكنولوجيا الحديثة، التي يحتاجها هذا المكون للعمل ككيان مستقل، أحد الانتقادات[1] لا يتضمن على تمثيل حقيقي لمشاكل العمل التجاري الرئيسية أو نقاط الضعف، وبالتالي لا يبين نقاط ضعف الشركة نفسها، وهو شئ يجب أن يتضمنه أي نموذج تجاري متكامل لأنها تبين لنا التهديدات التي قد يواجهها أي نموذج تجاري للشركة.هو أن عنصر التكنولوجيا في كل جزء من هذا النموذج تعد ميزة، في حين أنها ليست جزءاً إلزامياً في العديد من النماذج في الحياة الواقعية، فهي إستراتيجية مهمة للغاية عندما يتعلق الأمر بنموذج عمل تجاري  [2] وليس نموذج تكنولوجي.
- كما تم انتقاد تعريف مصطلح«العملية» في النموذج التركيبي لأنه يتطلب المزيد من التفسيرات [1] حيث نجد له معنى مزدوج في مجال التجارة والأعمال ومعنى واحد في مجال تكنولوجيا المعلومات، فأي من تلك المعاني نقصده هنا؟ ولماذا يجب أن يعمل كل عنصر تجاري «ككيان قائم بذاته» بدلاً من كونه جزء غير منفصل من عناصر تجارية أخرى (أي أنه لا يمكنه العمل بمفرده)؟.
- لا يتضمن على بنية الشركات أو بنية يمكن الاعتماد عليها، وهو شئ يجب أن يتضمنه كل نموذج تجاري.
- لا يتضمن على تمثيل حقيقي لأهداف العمل الأساسية، على سبيل المثال أهداف العمل الاستراتيجية وعوامل النجاح الحاسمة ومؤشرات الأداء الرئيسية، وهي أشياء يجب أن يتضمنها أي نموذج تجاري متكامل.
- الروابط بين قياس الكفاءات ونواتجها ليست واضحة.
- لا يطبق علاقة السبب والنتيجة بين الكفائات والنتائج والقياسات المرغوبة، وبالتالي لا يمكن لهذا النموذج أن يساعد في أخذ قرارات إستراتيجية محتملة.
- لا يهتم بمسألة قياس الأداء، وهو أمر مهم للغاية بالنسبة لأي نموذج تجاري.
- لا يناقش مشكلة مهمة وهي تحديد الأهداف، والتي تعتبر مسألة حاسمة لتطوير النموذج التجاري نفسه.
- لا يركز بشكل كاف على نموذج إدارة الأعمال، وبالتالي يفتقد إلى التحسين المستمر وطريقة النموذج التجاري المحكم.

وأخيراً وليس آخراً، النموذج التركيبي التجاري هو نموذج تجريبي بدلاً من أن يعتمد على المفاهيم، وليس من الواضح سبب وجود خلايا معينة في مصفوفة النموذج التركيبي إذا كانت كل خريطة تركيبية تختلف من شركة إلى أخرى، فهل تتشابه في جميع المشاريع التجارية، أم تناسب نوع معين من الصناعة، وهكذا.
إذا كانت لكل شركة أهدافها وأغراضها الخاصة، فكيف يتعامل النموذج التركيبي مع هذا الغرض، ما هي الآليات المستخدمة لتأسيس العلاقات الخاصة بمجال تجاري معين تابع للشركة، ليس من الممكن أن نفهم كيف توفر لنا خريطة النموذج التركيبي تلك الرؤية «أي من عناصر العمل التجاري تحدث الفارق وتزداد قيمتها»، «مكان وجود ثغرات في القدرات الموجودة لكي نعالجها»، «وكيفية تحديد الفرص المناسبة لزيادة الكفاءة وتقليل تكلفة المشروع بالكامل»، «تحديد العناصر المعنية التي لها التأثير الأكبر»، وبالتأكيد فإن معرفتك الجيدة لما تملكه هو الأساس لعمل المزيد من التعديلات عليه، ولكن تلك الخريطة لا تعطي معلومات إضافية حول قيمة العناصر المتشابهة تغيير وفجوات في الأهداف المقصودة وعلاقة وتأثير العناصر ببعضها، مثلما في إيجاد الفرص المناسبة لتحسين الكفائة وتقليل التكلفة، وببساطة كل تلك الخيارات المختلفة غير موجودة على تلك الخريطة، إذن فما الذي يقدمة النموذج التركيبي التجاري بجانب تقديمه خريطة واحدة لاكتشاف استشاريين لمشروعك التجاري؟